# Patrick Lefoulon
Patrick Lefoulon (ur. 6 maja 1958 w Mantes-la-Jolie) – francuski kajakarz, srebrny medalista olimpijski z Los Angeles.
Brał udział w dwóch igrzyskach olimpijskich (IO 80, IO 84). W 1984 - pod nieobecność zawodników z wielu krajów tzw. Bloku Wschodniego - po srebro sięgnął w dwójce na dystansie 1000 metrów (partnerował mu Bernard Brégeon). Był złotym medalistą mistrzostw świata w 1982 na dystansie 10 000 metrów.